# Weldon (Saskatchewan)
Weldon es un pueblo canadiense situado en la provincia de Saskatchewan.

## Superficie
Weldon tiene una superficie de 1 km².

## Demografía
En 2021, tenía 160 habitantes, una densidad poblacional de 160 hab./km², y 77 viviendas.